# Тахо-Годи, Алибек Алибекович
Алибе́к Алибе́кович Та́хо-Го́ди (дарг. Тӏагьакьадихъала Гlялибейла ГIялибей; 15 августа 1892, Урахи, Дагестан, Российская империя — 9 октября 1937, Москва, СССР) — российский революционер, государственный и общественный деятель Дагестана. Прокурор, народный комиссар просвещения, юстиции, продовольствия, финансов и труда, председатель Народного суда ДАССР, заместитель председателя ДагЦИК и Совнаркома ДАССР. Заведующий отделом ЦК ВКП(б). Член ЦИК СССР, доктор права, профессор МГУ им. Ломоносова.

## Биография
Алибек Алибекович Тахо-Годи родился 15 августа 1892 года в даргинском ауле Урахи Даргинского округа Дагестанской области. Отец Алибека был обедневший уздень Алибек Халимбек-оглы Таху-Кади, который скончался в 1892 году от малярии. Мать Муминат осталась с двумя детьми — дочерью Азой и сыном Умаром, которому, согласно местному обычаю, после смерти отца перешло его имя Алибек. Сама Муминат умерла в 1919 году в возрасте 50 лет.
Алибек направился учиться во Владикавказскую русскую гимназию, его принял двоюродный брат отца Алибека — Магомед Магомедович Далгат — депутат Госдумы. Позже Алибек жил с другим дядей — Баширом Далгатом. Тахо-Годи окончил гимназию с серебряной медалью. Впоследствии поступил на Юридический факультет Московского Университета. Во время учёбы в университете был членом правления кавказского землячества, вёл агитационную и просветительскую деятельность, с радостью воспринял весть о революции, встал на сторону большевиков, был начальником отдела милиции.
В ноябре 1916 года Алибек окончил университет на диплом первой степени. В апреле 1917 года вернулся в Дагестан, где в июне вошёл в состав организованной Коркмасовым Социалистической группы. В состав Социалистической группы также вошли Саид Габиев, Махач Дахадаев и другие.
Весь 1917 год участвовал в политической жизни Дагестана, работал в продовольственном комитете. После Октябрьской революции в Дагестане 19 апреля 1918 года организуется Областной Военно-революционный комитет во главе с Коркмасовым, куда вошёл Тахо-Годи как зампредседателя.

Летом 1918 года направляется на Терек по продовольственным вопросам. Там его застают известия об уничтожении советской власти в Дагестане. В годы деникинской оккупации Дагестана Тахо-Годи являлся политическим представителем Совета обороны Дагестана и Северного Кавказа.
13 ноября 1920 года была провозглашена ДАССР. Была сформирована Чрезвычайная делегация во главе с Коркмасовым на VIII Всероссийский съезд Советов, подготовки Конституции и для встречи с Лениным, в состав делегации вошли: Магомед-Мирза Хизроев и Тахо-Годи. На съезде Советов Тахо-Годи избран членом ВЦИК. С 1921 года входит в состав правительства ДАССР, где последовательно занимает ответственные посты: Нарком Труда, Наркомюст, а с конца 1924 года Наркомпрос и одновременно Зампредседателя Совнаркома. Он являлся членом ЦИК СССР и членом президиума ДагЦИК, членом президиума Дагобкома ВКП(б), участвовал в работе II Всесоюзного, VIII и XI Всероссийских съездов Советов. Дагообком ВКП(б) в 1925 году назначил Тахо-Годи ответственным за подготовку последнего съезда мусульманского духовенства в Темир-Хан-Шуре. Один из руководителей Красной Армии в Дагестане, организатор и руководитель строительства Канала Октябрьской революции, Советник Ленина по вопросам Дагестана.
21 октября 1929 года Тахо-Годи, в связи с рядом недостатков в работе Наркомпроса, выявленных проверочной комиссий Центра, был освобождён от должности Наркомпроса ДАССР и командирован правительством ДАССР в Москву для научно-исследовательской работы. В этом же году был назначен заместителем заведующего отделом Главпрофобразования при Наркомпросе РСФСР. В 1932 году Московский университет присудил Тахо-Годи учёное звание профессора. Здесь он в течение ряда лет читал курс лекций по кавказоведению. В том же 1932 году его выдвинули на должность директора Центрального Научно-педагогического института национальностей СССР, организованного в Москве. Вошёл в состав Президиума Всесоюзного ЦК Нового Алфавита. В 1935 году Тахо-Годи был выдвинут на работу в аппарат ЦК ВКП(б) помощником заместителя заведующего отделом образования и заведующим отделом начальных и средних школ ЦК ВКП(б).
Находясь в Москве, Алибек не забывал родной край. Он много сделал для расцвета материальной культуры Советского Дагестана, развития музейного дела.
Тахо-Годи выступил одним из основателей Русского драматического театра имени М. Горького в Махачкале. Театр стал первым светским культурным заведением в Дагестане, на сцене одновременно шли пьесы русских и дагестанских писателей; появились новые театры, филармонии и даже музыкальное училище.

### Арест и обвинение
Тахо-Годи был арестован 22 июня 1937 года на основании ордера НКВД капитаном Сорокиным в своём доме в Москва на улице Звенигородской. Были изъяты: большая переписка, огромный архив, многочисленные рукописи и другое. Он был доставлен в Бутырскую тюрьму, обвинён в принадлежности к «контрреволюционной пантюркистской антисоветской организации». Официальная версия ареста: донос наркома внутренних дел ДАССР В. Г. Ломоносова, который вместе с Сорокиным — секретарём Дагобкома РКП (б) — связались с НКВД СССР и секретарём ЦК ВКП(б) Ежовым. В действительности, на него и на Коркмасова указывали проходящие по делу Авеля Енукидзе, как на примыкающих к правым идеям и пантюркисткому центру. Вскоре после ареста Тахо-Годи и его соратников «Дагестанская правда» обрушилась на них с потоком обвинений: «…небольшая кучка презренных контрреволюционных националистов — Д. Коркмасова, А. А. Тахо-Годи, И. Алиева, М. Далгата и т. д., нашедших общий язык с троцкистско-бухаринскими бандами, навредили нашему социалистическому строительству в Дагестане, везде, где только можно, они посадили своих людей, вербовали пособников» На следствии Тахо-Годи категорически отрицал обвинения и вообще отвергал мысль о существовании такой организации. Палач и следователь У. Дзиов вёл непрерывный допрос Тахо-Годи, кончавшийся тяжёлыми пытками. Алибек, не выдержав пыток, подписал заранее приготовленный и сфальсифицированный протокол.
На следующий день, 9 октября 1937 года, прошло закрытое заседание ВКВС. После оглашения обвинения председатель суда задал Тахо-Годи вопрос: «Признаете ли вы себя виновным?» В протоколе сказано, что подсудимый виновным себя не признал и показания, данные им на следствии, не подтверждает. Также в протоколе зафиксировано последнее слово обвиняемого, в котором он просит объективно разобраться в деле: «Моя совесть чиста перед народом и Отечеством». Суд удалился на совещание, которое длилось 15 минут. По окончании совещания, суд постановил «Предварительным судебным следствием установлено, что гр. Тахо-Годи А. А. с 1920 года является участником пантюркистской организации и вёл активную работу по подготовке вооружённого восстания против Советской власти, а с 1932 года работал по подготовке и совершению террористических актов в Москве». Тахо-Годи был приговорён к высшей мере наказания — расстрелу с конфискацией всего личного имущества. Приговор был приведён в исполнение немедленно в тот же день в Москве 9 октября 1937 года. Алибек Тахо-Годи был похоронен на Донском кладбище Москвы.
Военная коллегия Верховного суда СССР своим определением от 07.01.1956 отменила в отношении Тахо-Годи прежний приговор и прекратила дело за отсутствием в его действиях состава преступления. Алибек Тахо-Годи был посмертно реабилитирован.

## Должности
| Годы            | Должность                                                                    | Локация        |
| --------------- | ---------------------------------------------------------------------------- | -------------- |
| 1917            | Председатель комитета Народной милиции                                       | Владикавказ    |
| 1917            | Комиссар исполнительного комитета Даргинского округа                         | Леваши         |
| 1917            | Редактор газеты «Голос Дагестана»                                            | Темир-Хан-Шура |
| 1917 — 1924     | Председатель Народного Суда Дагестанской АССР                                | Темир-Хан-Шура |
| 1917, 1919      | Член Дагестанской социалистической группы                                    | Темир-Хан-Шура |
| 1918            | Первый зампредседателя Дагестанской ВРК                                      | Темир-Хан-Шура |
| 1918 г. по 1923 | Член ВЦИК РСФСР                                                              |                |
| 1918            | Чрезвычайный уполномоченный ВРК и ЦИК по заготовке хлеба на Северном Кавказе |                |
| 1918 г. по 1919 | Секретарь бюро горских фракций Народного совета Терской области              |                |
| 1918 г. по 1919 | Уполномоченный штаба Военного совета Сев Кавказа                             |                |
| 1919            | Член горского меджлиса                                                       | Тифлис         |
| 1919 г. по 1920 | Член штаба Совета Обороны Дагестана                                          | Леваши         |
| 1919 г. по 1920 | Представитель Совета обороны Дагестана                                       | Баку           |
| 1920 г. по 1921 | Председатель Дипломатического Совета Азербайджанской ССР                     | Баку           |
| 1920            | Заведующий отделом юстиции Дагестанского Ревкома                             | Темир-Хан-Шура |
| 1920 г. по 1926 | Член ЦИК СССР                                                                |                |
| 1920 г. по 1921 | Председатель комиссии ВЦИК РСФСР по снабжению Дагестана                      | Москва         |
| 1920 г. по 1926 | Народный комиссар юстиции ДАССР                                              |                |
| 1920 г. по 1924 | Народный комиссар труда ДАССР                                                |                |
| 1921 г. по 1925 | Народный комиссар продовольствия и труда Дагестанской АССР                   |                |
| 1921 г. по 1922 | Член Дагобкома РКП (б)                                                       |                |
| 1921 г. по 1922 | Член Президиума ДагЦИК                                                       |                |
| 1922 г. по 1926 | Прокурор ДАССР                                                               |                |
| 1922 г. по 1926 | Член бюро обкома РКП (б)                                                     |                |
| 1922 г. по 1928 | Член ЦИК СССР                                                                |                |
| 1922 г. по 1929 | Народный комиссар просвещения ДАССР                                          |                |
| 1923 г. по 1928 | Заместитель Председателя ЦИК ДАССР                                           |                |
| 1924 г. по 1928 | Председатель Ассоциации Северо-Кавказских горских краеведческих организаций  |                |
| 1924 г. по 1928 | Директор Дагестанского института национальной культуры                       | Махачкала      |
| 1924 г. по 1929 | Заместитель Председателя СНК ДАССР                                           | Махачкала      |
| 1924 г. по 1928 | Председатель Музейного Комитета ДАССР                                        | Махачкала      |
| 1924 г. по 1928 | Директор Дагестанского института национальной культуры                       | Махачкала      |
| 1929 г. по 1930 | Замначальника ГУ профессионального образования Наркомпросса                  | Москва         |
| 1930 г. по 1931 | Директор Музея народоведения СССР                                            | Москва         |
| 1931 г. по 1937 | Член Государственного учёного совета СССР                                    | Москва         |
| 1931 г. по 1937 | Директор НИИ Пединститута национальностей ЦИК СССР                           | Москва         |
| 1932 г. по 1937 | Советник Народного комиссара просвещения РСФСР                               | Москва         |
| 1934 г. по 1937 | Заведующий отделом начальных и средних школ ЦК ВКП(б)                        | Москва         |
| 1935 г. по 1937 | Член Центрального бюро краеведения СССР                                      | Москва         |
| 1938            | Директор НИИ истории народов ЦИК СССР                                        | Москва         |

## Сочинения
Одновременно с партийно-государственной работой Тахо-Годи занимался заниматься научными исследованиями, выпустил ряд оригинальных работ по истории, педагогике и литературоведению. Близко знал Брюсова. Из его сочинений:
- «К 50-летию восстания Чечни и Дагестана в 1877» (1926)
- «Революция и контрреволюция в Дагестане» (1927)
- «Три имама» (1927)
- «Лев Толстой в «Хаджи-Мурате» (1929)
- «Письма А. П. Ермолова» (1926)
- Антология «Поэзия горцев Кавказа» (1934)

## Память
Именем Али-бека Тахо-Годи названы:
- Дагестанский научно-исследовательский институт педагогики им А. А. Тахо-Годи
- Национальный музей Республики Дагестан.
- МКОУ «Урахинская СОШ» с. Урахи Сергокалинский район.
- Краеведческий музей в селе Акуша.
- Улицы в Махачкале, Челябинске, Казани, Буйнаксе, Избербаше, Дербенте, Сергокале и Леваши.